# Junction City (Kansas)
Junction City è un comune degli Stati Uniti d'America, situato nello Stato del Kansas, nella Contea di Geary.

## Origini del nome
Junction City prende il nome dalla sua posizione alla confluenza dei fiumi Smoky Hill e Republican che formano il fiume Kansas.